# Gefängnis Pul-e Charkhi
Das Gefängnis Pul-e Charkhi (paschtunisch زندان پل چرخی), auch Pul-e Charghi, ist ein Gefängnis am Rande der afghanischen Hauptstadt Kabul. Es war ursprünglich für 5000 Inhaftierte in elf Zellblöcken ausgelegt, wobei dort laut N-tv oftmals mehr als 10.000 Gefangene untergebracht gewesen sein sollen. Anfang 2023 sollen sich zwischen 2000 und 2500 Gefangene in Pul-e Charkhi befunden haben.

## Geschichte
Das Gefängnis wurde in den 1970er Jahren von dem damaligen Präsidenten Daoud Khan in Auftrag gegeben. Es war zum Zeitpunkt der Hinrichtung von Dauod in der Saurrevolution, die zur Machtergreifung der Demokratischen Volkspartei Afghanistans führte, noch nicht fertiggestellt. Aus der Zeit der durch die Sowjetunion gestützten Regierung wurden Massengräber und Folterzellen entdeckt. Nach dem Sturz der Regierung 1992 wurde das Gefängnis als Stützpunkt der Nordallianz genutzt.
In dem Gefängnis kam es immer wieder zu Aufständen. Am 6. Mai 2007 wurde zwei US-Soldaten von afghanischen Wärtern erschossen.

### Übernahme durch die Taliban 2021
Im Zuge der Machtübernahme der Taliban im August 2021 wurden ungefähr 2500 Taliban-Kämpfer freigelassen, von denen einige fortan als Wärter eingesetzt wurden. Nach der Übernahme soll es laut Taliban circa 60 Gefangene gegeben haben. Die Zahl der Insassen stieg bis Anfang 2023 auf zwischen 2000 und 2500.
Im Winter 2022 sollen über 120 Insassen erfroren sein. Am 30. August 2024 wurden 28 afghanische Straftäter aus Deutschland nach Kabul abgeschoben und in das Gefängnis gebracht, wo sie laut Taliban mindestens bis zu einer Gerichtsentscheidung untergebracht werden sollen.

## Lebensbedingungen und Menschenrechte
Die Bedingungen im Gefängnis werden als katastrophal beschrieben. Es fehlt an Heizung, sanitären Anlagen und ausreichend ärztlicher Versorgung. Es wurden Frauen mit ihren Kindern eingesperrt. Im Gefängnis werden Hinrichtungen durchgeführt. Ende 2023 wurden zwei Frauenrechtsaktivisten, die sich gegen das Bildungsverbot einsetzten, in das Gefängnis überführt. Im April 2024 wurde einer der beiden freigelassen; der andere zu einem Jahr Haft verurteilt.